# Juncus pygmaeus
Juncus pygmaeus là một loài thực vật có hoa trong họ Juncaceae. Loài này được Rich. ex Thuill. mô tả khoa học đầu tiên năm 1800.